# طيران تيكسل
طيران تيكسل هي شركة طيران للشحن وخدمات الصيانة والإصلاح والتجديد (MRO) مقرها في البحرين. تأسست في عام 2013 وبدأت عملياتها في عام 2014. تتخذ الشركة من مطار البحرين الدولي مركزًا رئيسيًا لعملياتها، ويتكوّن أسطولها من طائرة واحدة من طراز بوينغ 737-300F، وطائرتين من طراز بوينغ 737-800BCF، بالإضافة إلى طائرتين من طراز بوينغ 737-700FC FlexCombi، القادرة على التحول السريع بين مهام نقل الركاب والشحن.

## طيران تيكسل أسترالاسيا
تمتلك الشركة فرعًا تابعًا في نيوزيلندا باسم طيران تيكسل أسترالاسيا.

## الأسطول

### الأسطول الحالي
يتكون أسطول طيران تيكسل من الطائرات التالية (حتى أبريل 2022).

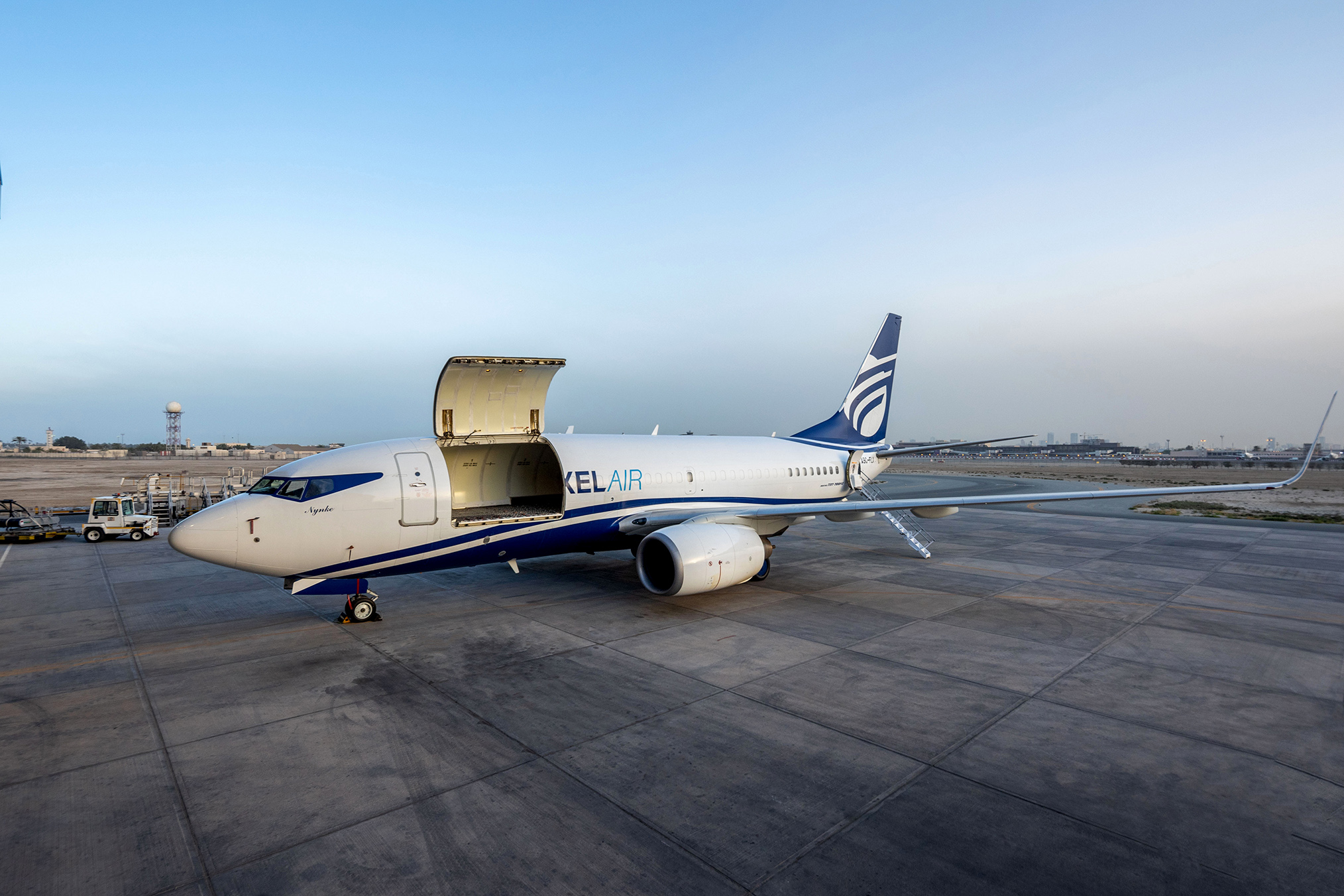
FlexCombi

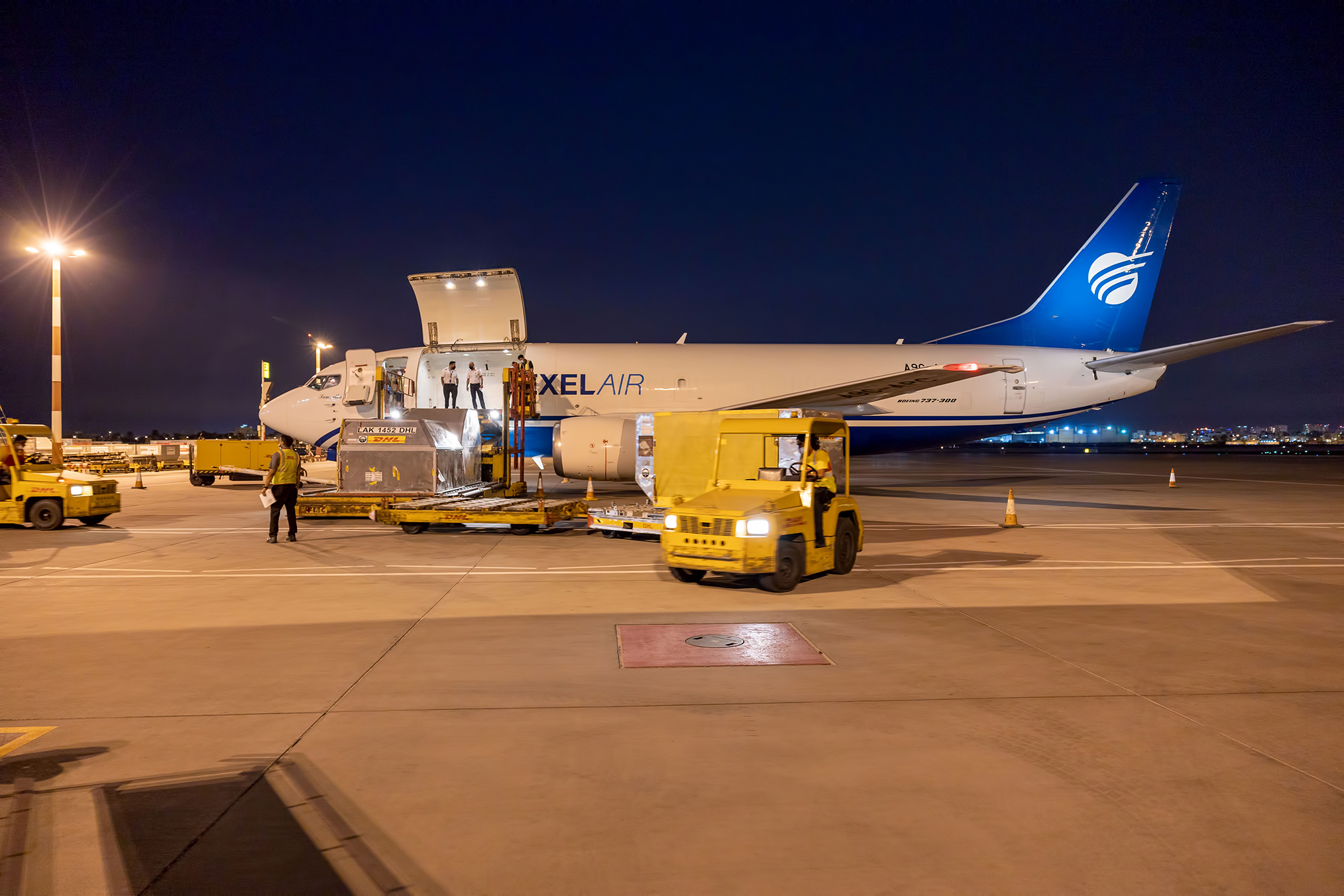
B737-300F Texel Air

| الطائرة          | العدد في الأسطول | الطلبات | التاريخي | السعة                   | ملاحظات                |
| ---------------- | ---------------- | ------- | -------- | ----------------------- | ---------------------- |
| بوينغ 737-300F   | 1                | -       | 3        | شحن                     |                        |
| بوينغ 737-700FC  | 2                |         | -        | فليكس كومبي (FlexCombi) |                        |
| بوينغ 737-800BCF | 2                | 2       | -        | شحن                     | سيتم التسليم 2022–2024 |
| المجموع          | 5                | 2       | 3        | -                       | -                      |

### الأسطول السابق
ثلاث طائرات إضافية من طراز بوينغ 737-300F.